# Campeonato de España de baloncesto 1933
El Campeonato de España de baloncesto de 1933 fue la 1.ª edición del Campeonato de España. La final se disputó en los Jardines del Cine Goya de Madrid. La competición estaba abierta a todos los campeones regionales pero por diversos motivos económicos y profesionales ya que aún no había llegado el profesionalismo a este deporte en el país, la competición quedó circunscrita a los campeones y subcampeones de Cataluña y Castilla —bajo su denominación de región del Centro—. Así las cosas, los cuatro equipos contendientes fueron el Juventus A. C. de Sabadell (campeón de Cataluña), Iluro Bastek-Ball Club de Mataró (subcampeoón de Cataluña), Madrid Basket-Ball (campeón del Centro) y Rayo Club de Madrid (subcampeón del Centro). Fue organizada conjuntamente por la Federación Española de Baloncesto (FEB) y la Confederación Española de Basket-ball (CEB).
Tras la disputa de las semifinales, los dos equipos de Madrid disputaron la primera final del 29 de octubre al remontar los resultados adversos de la ida. La nula normativa sobre el tipo de pavimento reglamentario hizo que las escuadras catalanas se viesen desbordadas cayendo eliminadas. El partido, jugado en los Jardines del Cine Goya (en el número 24 de la citada calle) el 29 de octubre de 1933 se saldó con victoria para el Rayo Club tras imponerse por 21-11.

## Desarrollo
En el partido de ida de las semifinales, disputado en Sabadell, el Juventus A. C. se impuso con claridad al Rayo Club por 40-25. El club sabadellense pensó que dicha superioridad sería suficiente para llegar a la final, circunstancia que no sucedió. La primera canasta del partido fue obra del jugador del Rayo Club Claudio Alonso.
En el otro partido de ida de las semifinales el Iluro B. C. venció al Madrid B. C. por un ajustado 21-17. La primera canasta del partido fue obra del jugador del Iluro Cordón. Sin embargo, los equipos catalanes se encontraron con una pista de juego a la que no estaban habituados en los partidos de vuelta en Madrid. La inexistencia de reglamentación sobre el pavimento a utilizar en la época en partidos oficiales, dio con que se eligiese desde Madrid con los terrenos de los Jardines del Cine Goya, de superficie arenosa. Aclimatada y apisonada para la práctica deportiva, era sin embargo irregular e impedía prácticamente el bote del balón dificultando las actuaciones visitantes, acostumbrados a pistas duras. Además, se quejaron de las actuaciones arbitrales por ser, según su criterio, demasiado favorables a los equipos locales.
Los catalanes no supieron reaccionar, el club Iluro no terminó el partido ya que se retiró al entender que a los problemas de la pista se sumaba una supuesta parcialidad del árbitro, el señor Duplat. El propio colegiado entró en el vestuario a pedirles disculpas y se avino incluso a anular una protestada canasta que había concedido al Madrid. Por su parte, la Juventus A. C. continuó pensando en que podría mantener la diferencia de tanteo con el que venía del partido de ida, pero también sucumbió por 23-6. quedando eliminado por solo dos puntos de diferencia. Posteriormente en el mismo terreno jugaron la final los conjuntos madrileños favoreciendo el tanteo a los rayistas por 21-11.
El primer Campeonato de España finalizó con polémica en las semifinales, y como respuesta en la temporada siguiente los equipos catalanes hicieron el boicot al II Campeonato de España negándose a participar, teniéndose que suspender hasta el final de temporada cuando se celebró en Barcelona. De esa forma, la segunda edición del campeonato se disputó en el verano de 1935.

## Eliminatorias
|  | Semifinales        | Semifinales        | Semifinales        | Semifinales        |    |           | Final         | Final         | Final         |  |
|  | 15 y 22 de octubre | 15 y 22 de octubre | 15 y 22 de octubre | 15 y 22 de octubre |    |           | 29 de octubre | 29 de octubre | 29 de octubre |  |
|  |                    |                    |                    |                    |    |           |               |               |               |  |
|  |                    |                    |                    |                    |    |           |               |               |               |  |
|  | Juventus A. C.     | Juventus A. C.     | 40                 | 6                  |    |           |               |               |               |  |
|  | Juventus A. C.     | Juventus A. C.     | 40                 | 6                  |    |           |               |               |               |  |
|  | Rayo Club          | Rayo Club          | 25                 | 23                 |    |           |               |               |               |  |
|  | Rayo Club          | Rayo Club          | 25                 | 23                 |    | Rayo Club | Rayo Club     | 21            |               |  |
|  |                    |                    |                    |                    |    | Rayo Club | Rayo Club     | 21            |               |  |
|  |                    |                    | Madrid Basket-Ball | Madrid Basket-Ball | 11 |           |               |               |               |  |
|  | Iluro B. C.        | Iluro B. C.        | Madrid Basket-Ball | Madrid Basket-Ball | 11 | 21        | 5             |               |               |  |
|  | Iluro B. C.        | Iluro B. C.        |                    |                    |    | 21        | 5             |               |               |  |
|  | Madrid Basket-Ball | Madrid Basket-Ball | 17                 | 12                 |    |           |               |               |               |  |
|  | Madrid Basket-Ball | Madrid Basket-Ball | 17                 | 12                 |    |           |               |               |               |  |
|  |                    |                    |                    |                    |    |           |               |               |               |  |

### Semifinales
Juventus A. C. – Rayo Club
| 15 de octubre de 1933, 11:00 | Juventus A. C. | 40–25   | Rayo Club |                                                                      |  |
| Ida                          |                |         |           |                                                                      |  |
|                              |                | Reporte |           | Pabellón: Catalunya Parc, Sabadell Árbitros: Sr. Brotons (Barcelona) |  |

| Iniciales:            | Pts. |
| --------------------- | ---- |
| Barquet               | 4    |
| Novas                 | 2    |
| Massagué              | 16   |
| Armengol              | 8    |
| Morral                | 10   |
| Sustitutos:           |      |
| Estop                 | 0    |
| Equipo                | 0    |
| TOTAL                 | 40   |
| Entrenador principal: |      |
| Desconocido           |      |

| Iniciales:          | Pts. |
| ------------------- | ---- |
| Luís Alonso         | 11   |
| Alfonso Vitórica    | 1    |
| Claudio Alonso      | 0    |
| Emilio Alonso       | 9    |
| Pedro Alonso        | 4    |
| Sustitutos:         |      |
| José Albiñana       | 0    |
| Equipo              | 0    |
| TOTAL               | 25   |
| Entrenador-jugador: |      |
| Desconocido         |      |

| 22 de octubre de 1933 | Rayo Club                        | 23–6                             | Juventus A. C.                   |                                               |  |
| Vuelta                | Marcador por tiempos: 13-2, 10-4 | Marcador por tiempos: 13-2, 10-4 | Marcador por tiempos: 13-2, 10-4 |                                               |  |
|                       |                                  | Reporte                          |                                  | Pabellón: Madrid Árbitros: Pedro Gil (Madrid) |  |

| Pasa a la final Rayo Club (Global 48 – 46) |

Iluro Bastek-Ball Club – Madrid Basket-Ball Club
| 15 de octubre de 1933, 11:00 | Iluro B. C.                      | 21–17                            | Madrid Basket-Ball               |                                                       |  |
| Ida                          | Marcador por tiempos: 14-13, 7-4 | Marcador por tiempos: 14-13, 7-4 | Marcador por tiempos: 14-13, 7-4 |                                                       |  |
|                              |                                  | Reporte                          |                                  | Pabellón: Mataró Árbitros: Mariano Manent (Barcelona) |  |

| Iniciales:            | Pts. |
| --------------------- | ---- |
| Ginesta               | 0    |
| Canal                 | 0    |
| Cordón                | 12   |
| Arenas                | 4    |
| Raimí                 | 4    |
| Sustitutos:           |      |
| Costa                 | 1    |
| Equipo                | 0    |
| TOTAL                 | 21   |
| Entrenador principal: |      |
| Desconocido           |      |

| Iniciales:            | Pts. |
| --------------------- | ---- |
| Máximo Arnáiz         | 0    |
| Víctor Villate        | 0    |
| Juan Castellví        | 12   |
| Juan Negrín           | 2    |
| Cayetano Ortega       | 3    |
| Sustitutos:           |      |
| Jenaro Olives         | 0    |
| Segundo Braña         | 0    |
| Equipo                | 0    |
| TOTAL                 | 17   |
| Entrenador principal: |      |
| Ángel Cabrera         |      |

| 22 de octubre de 1933 | Madrid Basket-Ball             | 12–5                           | Iluro B. C.                    |                                                |  |
| Vuelta                | Marcador por tiempos: 9-3, 3-2 | Marcador por tiempos: 9-3, 3-2 | Marcador por tiempos: 9-3, 3-2 |                                                |  |
|                       |                                | Reporte                        |                                | Pabellón: Madrid Árbitros: Sr. Duplat (Madrid) |  |

| Iniciales:            | Pts. |
| --------------------- | ---- |
| Máximo Arnáiz         | 0    |
| Víctor Villate        | 0    |
| Juan Castellví        | 8    |
| Juan Negrín           | 0    |
| Cayetano Ortega       | 4    |
| Sustitutos:           |      |
| Segundo Braña         | 0    |
| Equipo                | 0    |
| TOTAL                 | 12   |
| Entrenador principal: |      |
| Ángel Cabrera         |      |

| Iniciales:            | Pts. |
| --------------------- | ---- |
| Ginesta               | 0    |
| Canal                 | 0    |
| Cordón                | 2    |
| Arenas                | 1    |
| Raimí                 | 2    |
| Sustitutos:           |      |
| Equipo                | 0    |
| TOTAL                 | 5    |
| Entrenador principal: |      |
| Desconocido           |      |

| Pasa a la final Madrid Basket-Ball (Global 29 – 26) |

### Final
|       |       |                  | Pts.          | Reb.          | Ast.          | Val.          |
| ----- | ----- | ---------------- | ------------- | ------------- | ------------- | ------------- |
| B     | 1     | Luis Alonso      | 1             | 0             | 0             | 0             |
| E     | 2     | Alfonso Vitórica | 2             | 0             | 0             | 0             |
| A     | 3     | Claudio Alonso   | 5             | 0             | 0             | 0             |
| AP    | 4     | Emilio Alonso    | 7             | 0             | 0             | 0             |
| P     | 5     | Pedro Alonso     | 6             | 0             | 0             | 0             |
|       |       |                  |               |               |               |               |
| B     | 6     | José Albiñana    | 0             | 0             | 0             | 0             |
| E     | 7     | Rafael Ruano     | 0             | 0             | 0             | 0             |
| -     |       |                  |               |               |               |               |
| -     |       |                  |               |               |               |               |
| -     |       |                  |               |               |               |               |
| TOTAL | TOTAL | TOTAL            | 21            | 0             | 0             | 0             |
|       | DT    | José Segurado    | José Segurado | José Segurado | José Segurado | José Segurado |

| B     | 1     | Máximo Arnáiz    | 2             | 0             | 0             | 0             |               |               |
| E     | 2     | Víctor Villate   | 0             | 0             | 0             | 0             |               |               |
| A     | 3     | Juan Castellví   | 8             | 0             | 0             | 0             |               |               |
| AP    | 4     | Juan Negrín      | 0             | 0             | 0             | 0             |               |               |
| P     | 5     | Cayetano Ortega  | 1             | 0             | 0             | 0             |               |               |
|       |       |                  |               |               |               |               |               |               |
| B     | 6     | Jenaro Olives    | 0             | 0             | 0             | 0             |               |               |
| E     | 7     | Segundo Braña    | 0             | 0             | 0             | 0             |               |               |
| A     | 8     | José Luis Méndez | 0             | 0             | 0             | 0             |               |               |
| AP    | 9     | Tormo            | 0             | 0             | 0             | 0             |               |               |
| P     | 10    | Ángel Cabrera    | 0             | 0             | 0             | 0             |               |               |
| TOTAL | TOTAL | TOTAL            | 11            | 0             | 0             | 0             |               |               |
|       |       |                  |               |               |               |               |               |               |
|       | DT    | Ángel Cabrera    | Ángel Cabrera | Ángel Cabrera | Ángel Cabrera | Ángel Cabrera | Ángel Cabrera | Ángel Cabrera |

| Árbitro | Pedro Gil |
|         |           |
|         |           |
|         |           |

|       |       |                  | Pts.          | Reb.          | Ast.          | Val.          |
| ----- | ----- | ---------------- | ------------- | ------------- | ------------- | ------------- |
| B     | 1     | Luis Alonso      | 1             | 0             | 0             | 0             |
| E     | 2     | Alfonso Vitórica | 2             | 0             | 0             | 0             |
| A     | 3     | Claudio Alonso   | 5             | 0             | 0             | 0             |
| AP    | 4     | Emilio Alonso    | 7             | 0             | 0             | 0             |
| P     | 5     | Pedro Alonso     | 6             | 0             | 0             | 0             |
|       |       |                  |               |               |               |               |
| B     | 6     | José Albiñana    | 0             | 0             | 0             | 0             |
| E     | 7     | Rafael Ruano     | 0             | 0             | 0             | 0             |
| -     |       |                  |               |               |               |               |
| -     |       |                  |               |               |               |               |
| -     |       |                  |               |               |               |               |
| TOTAL | TOTAL | TOTAL            | 21            | 0             | 0             | 0             |
|       | DT    | José Segurado    | José Segurado | José Segurado | José Segurado | José Segurado |

| B     | 1     | Máximo Arnáiz    | 2             | 0             | 0             | 0             |               |               |
| E     | 2     | Víctor Villate   | 0             | 0             | 0             | 0             |               |               |
| A     | 3     | Juan Castellví   | 8             | 0             | 0             | 0             |               |               |
| AP    | 4     | Juan Negrín      | 0             | 0             | 0             | 0             |               |               |
| P     | 5     | Cayetano Ortega  | 1             | 0             | 0             | 0             |               |               |
|       |       |                  |               |               |               |               |               |               |
| B     | 6     | Jenaro Olives    | 0             | 0             | 0             | 0             |               |               |
| E     | 7     | Segundo Braña    | 0             | 0             | 0             | 0             |               |               |
| A     | 8     | José Luis Méndez | 0             | 0             | 0             | 0             |               |               |
| AP    | 9     | Tormo            | 0             | 0             | 0             | 0             |               |               |
| P     | 10    | Ángel Cabrera    | 0             | 0             | 0             | 0             |               |               |
| TOTAL | TOTAL | TOTAL            | 11            | 0             | 0             | 0             |               |               |
|       |       |                  |               |               |               |               |               |               |
|       | DT    | Ángel Cabrera    | Ángel Cabrera | Ángel Cabrera | Ángel Cabrera | Ángel Cabrera | Ángel Cabrera | Ángel Cabrera |

| Árbitro | Pedro Gil |
|         |           |
|         |           |
|         |           |

| Campeones del Campeonato de España 1933 |
| --------------------------------------- |
|                                         |
| Rayo Club 1.º título                    |